# جبل المجاز
جبل المجاز من جبال السروات، أحد أعلى جبال السعودية، يقع في بمنطقة عسير. ويبلغ ارتفاعه 2902 م.